# لوئسیا
لوئسیا (به اسپانیایی: Luesia) یک دهستان در اسپانیا است که در استان ساراگوسا واقع شده‌است. لوئسیا ۱۲۶ کیلومتر مربع مساحت و ۳۸۴ نفر جمعیت دارد.